# Dana Mulya
Dana Mulya is een bestuurslaag in het regentschap Banyuasin van de provincie Zuid-Sumatra, Indonesië. Dana Mulya telt 1210 inwoners (volkstelling 2010).